# Stazione di Mukaijima
La stazione di Mukaijima (向島駅?, Mukaijima-eki) è una stazione ferroviaria situata nel quartiere di Fushimi-ku della città di Kyoto, nella prefettura omonima, in Giappone, servente la linea Kintetsu Kyōto delle Ferrovie Kintetsu, che congiunge Kyoto con Nara. Dista 8,6 km dal capolinea di Kyoto Centrale.

## Linee
Ferrovie Kintetsu
● Linea Kintetsu Kyōto

## Aspetto
La stazione è costituita da 4 binari passanti in superficie con due marciapiedi a isola, collegati al mezzanino sospeso da scale fisse e ascensori.
| 1 | ■ Linea Kintetsu Kyōto | per Shin-Tanabe, Yamato-Saidaiji, Nara, Tenri, Yamato-Yagi, Kashiharajingū-mae e Yoshino |
| 2 | ■ Linea Kintetsu Kyōto | per Tambabashi, Takeda, Tōji, Kyoto e Kokusaikaikan                                      |

## Stazioni adiacenti
| «                    | Servizio             | »                    |
| Linea Kintetsu Kyoto | Linea Kintetsu Kyoto | Linea Kintetsu Kyoto |
| -------------------- | -------------------- | -------------------- |
| Momoyamagoryōmae     | Locale               | Ogura                |
| Momoyamagoryōmae     | Semiespresso         | Ogura                |
| Transito             | Espresso             | Transito             |